# Melanodrymia brightae
Melanodrymia brightae is een slakkensoort uit de familie van de Melanodrymiidae. De wetenschappelijke naam van de soort is voor het eerst geldig gepubliceerd in 1993 door Warén & Bouchet.